# Sepia saya
Sepia saya är en bläckfiskart som beskrevs av Khromov, Nikitina och Nesis 1991. Sepia saya ingår i släktet Sepia och familjen Sepiidae. IUCN kategoriserar arten globalt som otillräckligt studerad. Inga underarter finns listade i Catalogue of Life.